# Minjiang

Minjiang (kinesisk: 岷江; pinyin: Mín Jiāng) er en 735 km lang flod i provinsen Sichuan i Kina. Den største biflod er den endnu længere flod Dadu.
Min er den vandrigeste biflod til Chang Jiang hvis øvre del den løber ud i ved Yibin (宜宾). Dujiangyan kunstvandingssystemet (都江堰) ligger ved floden. Nær Dujiangyan er Min opdæmmet i Zipingpureservoiret.
28°46′14″N 104°37′56″Ø / 28.7706°N 104.6322°Ø